# Maxstadt
Maxstadt (1793 und 1801 noch mit den Schreibweisen Maxstat bzw. Marcstatte) ist eine französische Gemeinde mit 296 Einwohnern (Stand 1. Januar 2022) im Département Moselle in der Region Grand Est (bis 2015 Lothringen). Sie gehört zum Arrondissement Forbach-Boulay-Moselle und zum Gemeindeverband Saint-Avold Synergie.

## Geografie
Maxstadt liegt etwa zehn Kilometer südöstlich der ehemaligen Bergbaustadt Saint-Avold (Sankt Avold) und ca. 18 Kilometer von der Grenze zum Saarland entfernt. Das knapp 8 km² umfassende Gemeindegebiet ist von Acker- und Grünlandflächen geprägt, nur im Osten hat die Gemeinde Anteile an kleinen Waldgebieten. Entwässert wird die Umgebung durch den Langenbach und weitere kleine Zuflüsse der Deutschen Nied. Nach Süden steigt das wenig gegliederte Gelände allmählich auf Höhen über 300 m Meereshöhe an.
Weithin sichtbar ist ein großer Getreidespeicher südöstlich des Kernortes.
Nachbargemeinden von Maxstadt sind Biding im Norden, Barst im Nordosten, Hoste im Osten, Altrippe im Südosten sowie Laning im Südwesten.

## Geschichte
Das Gemeindewappen erinnert mit den Krummstäben an die Metzer Abteien Sainte-Glossinde und Sankt Arnulf, die im Mittelalter in Maxstadt begütert waren.

### Bevölkerungsentwicklung
| Jahr      | 1962 | 1968 | 1975 | 1982 | 1990 | 1999 | 2006 | 2014 | 2021 |
| Einwohner | 265  | 259  | 265  | 269  | 264  | 252  | 259  | 327  | 300  |

Im Jahr 1866 wurde mit 512 Bewohnern die bisher höchste Einwohnerzahl ermittelt. Die Zahlen basieren auf den Daten von cassini.ehess und INSEE.

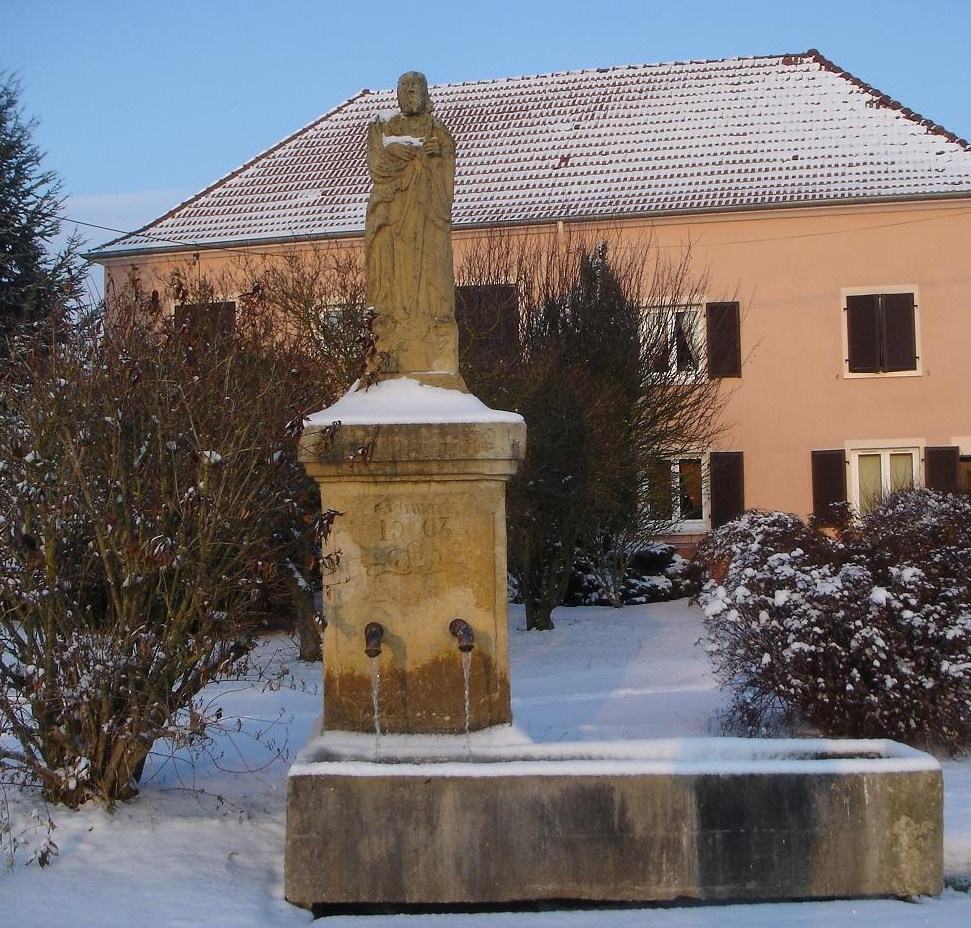
Brunnen Saint-Jacques

## Sehenswürdigkeiten
- Kapelle St. Odilie, ursprünglich aus dem Jahr 1267, mehrmals wieder aufgebaut und restauriert, zuletzt 1996 bis 2004
- zahlreiche Bauernhäuser aus dem 18. und 19. Jahrhundert
- Kirche Saint-Jacques-le-Majeur

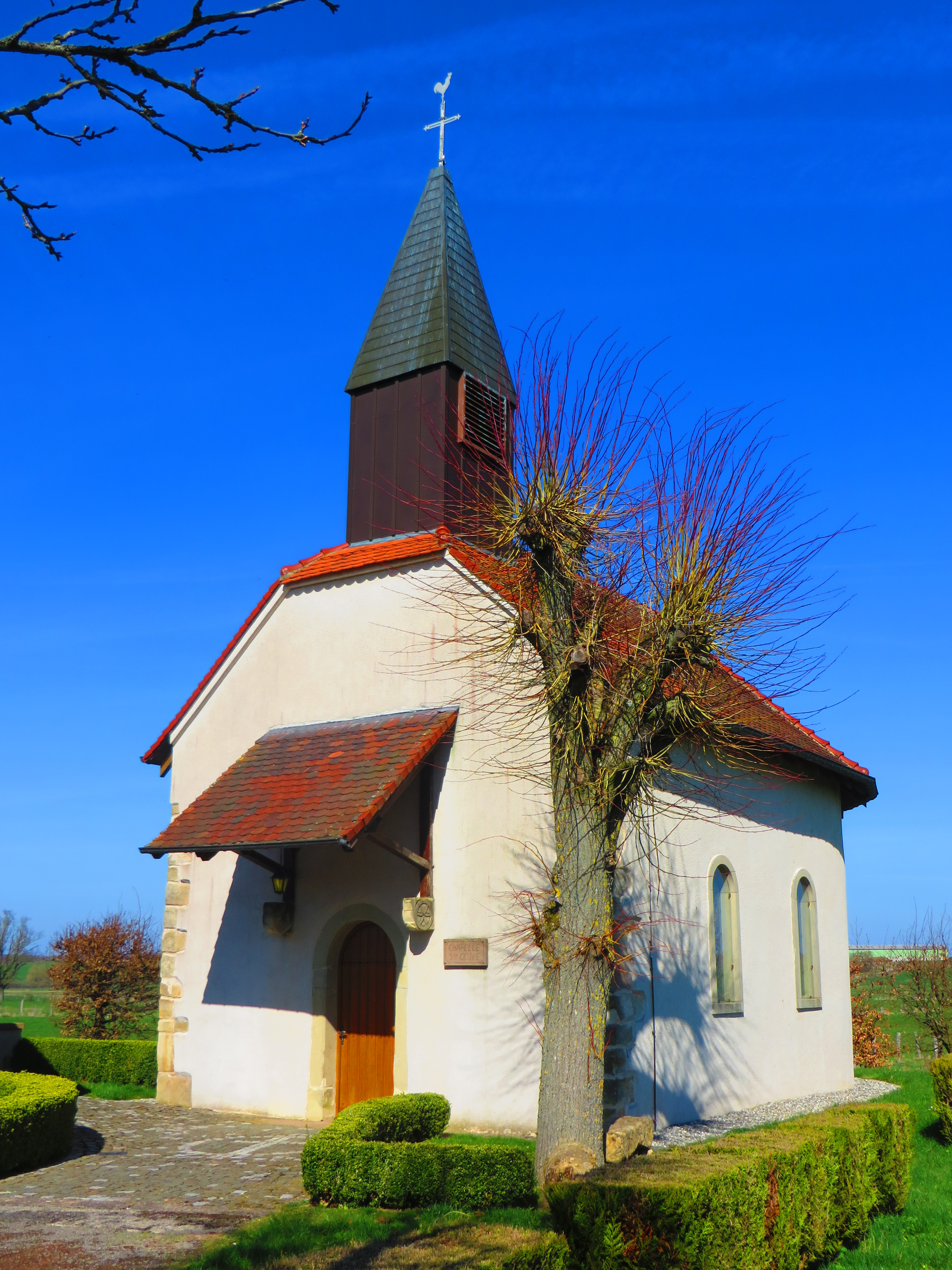
Kapelle St. Odilie
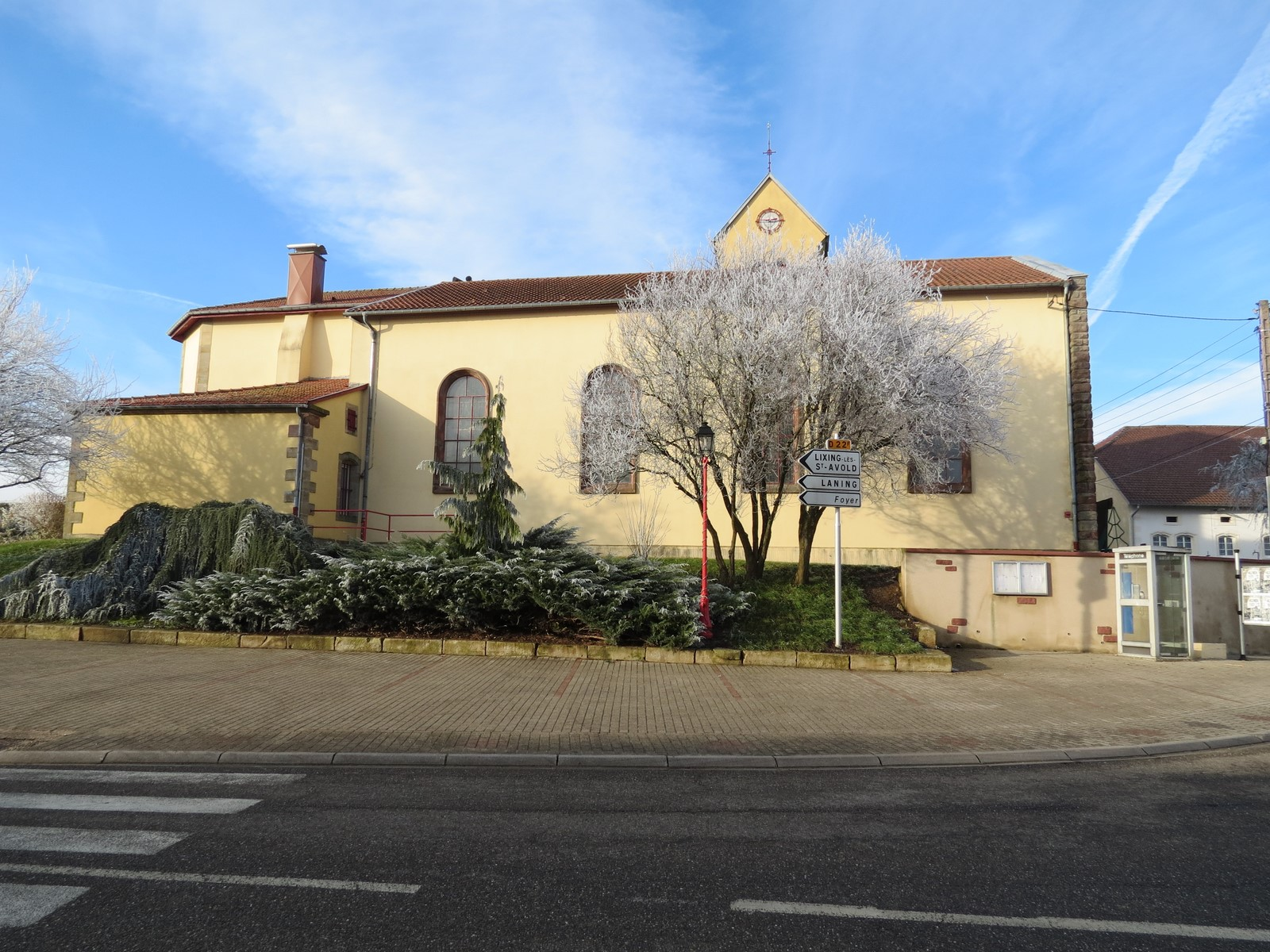
Kirche Saint-Jacques-le-Majeur

## Wirtschaft und Infrastruktur
Die Einwohner von Maxstadt leben von der Landwirtschaft, von kleinen Handwerksbetrieben oder pendeln in die Industriebetriebe um Saint-Avold. In der Gemeinde sind elf Landwirtschaftsbetriebe ansässig (Getreide- und Obstanbau, Rinderzucht).
Maxstadt liegt abseits der überregionalen Verkehrsströme. Die Fernstraße D 22 nach Saint-Avold (Sankt Avold) verläuft in Nord-Süd-Richtung drei Kilometer westlich von Maxstadt. Der nächsten Anschlüsse an die A 4 (Paris-Straßburg) befinden sich in Farébersviller (Pfarrebersweiler) und Puttelange-aux-Lacs (Püttlingen).

## Belege
1. ↑  Ortsname auf cassini.ehess.fr
2. ↑  Wappenbeschreibung auf genealogie-lorraine.fr (französisch)
3. ↑  Maxstadt auf cassini.ehess
4. ↑  Maxstadt auf INSEE
5. ↑  Landwirtschaftsbetriebe auf annuaire-mairie.fr (französisch)